# Af'abet
Af'abet är ett distrikt i Eritrea.   Det ligger i regionen Norra rödahavsregionen, i den norra delen av landet, 100 km norr om huvudstaden Asmara.